# 钟楼街道 (汝州市)
钟楼街道，是中华人民共和国河南省平顶山市汝州市下辖的一个乡镇级行政单位。

## 行政区划
钟楼街道下辖以下地区：
东街社区、东大社区、东关社区、郭庄社区、阎庄社区、二里店社区、拐棍李村和程楼村。